# Rendőrakadémia 5. – Irány Miami Beach!
A Rendőrakadémia 5. – Irány Miami Beach! (eredeti cím: Police Academy 5: Assignment: Miami Beach) 1988-ban bemutatott amerikai filmvígjáték, amely a Rendőrakadémia-sorozat ötödik része. Az élőszereplős játékfilm rendezője Alan Myerson, producerei Paul Maslansky és Donald L. West. A forgatókönyvet Stephen Curwick írta, a zenéjét Robert Folk szerezte.
A mozifilm gyártója és forgalmazója a Warner Bros. Pictures. Amerikában 1988. március 18-án, Magyarországon 1990. május 31-en mutatták be a mozikban.

## Szereplők
| Szerep                             | Színész             | Magyar hang             |
| ---------------------------------- | ------------------- | ----------------------- |
| Eric Lassard                       | George Gaynes       | Kun Vilmos              |
| Eugene Tackleberry                 | David Graf          | Szombathy Gyula         |
| Larvell Jones                      | Michael Winslow     | Kautzky Armand          |
| Debbie Callahan hadnagy            | Leslie Easterbrook  | Kiss Mari               |
| Laverne Hooks                      | Marion Ramsey       | Pálos Zsuzsa            |
| Moses Hightower                    | Bubba Smith         | Csikos Gábor            |
| Nick Lassard őrmester              | Matt McCoy          | Lux Ádám                |
| Thaddeus Harris százados           | G. W. Bailey        | Dörner György           |
| Proctor hadnagy                    | Lance Kinsey        | Józsa Imre              |
| Henry Hurst rendőrparancsnok       | George R. Robertson | Kenderesi Tibor         |
| Kate                               | Janet Jones         | Földesi Judit           |
| Thomas 'Ház' Conklin rendőr        | Tab Thacker         | Benkóczy Zoltán         |
| Miami polgármestere                | James Hampton       | Koroknay Géza           |
| Tony                               | René Auberjonois    | Balázs Péter            |
| Egér (fedőnév)                     | Archie Hahn         | Balázsi Gyula           |
| Cukor (fedőnév)                    | Jerry Lazarus       | Benkő Péter             |
| Murdock rendőrparancsnok           | Dan Fitzgerald      | Rajhona Ádám            |
| Bob, a gondnok                     | Beans Morocco       | N/A                     |
| Végzős rendőrnő                    | Dana Mark           | N/A                     |
| Játékrepülős kölyök                | Richard Jasen       | N/A                     |
| Reptéri információs                | Ruth Farley         | N/A                     |
| Utaskísérőnők                      | Kathryn Graf        | Prókai Annamária        |
| Utaskísérőnők                      | Via Van Ness        | Kiss Erika              |
| Tolvaj                             | Arthur Edwards      | N/A                     |
| Szivarozó                          | Alan Myerson        | Antal László            |
| Férfi, akit a tolvaj meglop        | Jeff Gillen         | Antal László            |
| Rendőr a kongresszus termében      | N/A                 | Antal László            |
| Polgármester felesége              | Susan Hatfield      | Földessy Margit         |
| Dempsey                            | Ed Kovens           | Buss Gyula              |
| Manny                              | Tom Kouchalakos     | Schnell Ádám            |
| Julio                              | Ruben Rabasa        | Botár Endre             |
| Pete                               | Angelo Reno         | N/A                     |
| Cápatámadásos kölyök               | Scott Weinger       | N/A                     |
| Harris alkalmi partnere            | Pam Bogart          | N/A                     |
| Bemondó                            | Toni Crabtree       | N/A                     |
| Tömegoszlató rendőr                | Nelson Oramas       | Izsóf Vilmos            |
| Lőgyakorlatos rendőr               | Julio Oscar Mechoso | N/A                     |
| TV-riporter                        | Joni Siani          | N/A                     |
| Fényképész                         | Jeff Breslauer      | Kiss László             |
| Kadét az akadémián                 | Anthony Bruce       | N/A                     |
| Dempsey szőke, bajszos embere      | Alex Edlin          | N/A                     |
| Kate kékruhás harcművész ellenfele | Joe Hess            | N/A                     |
| Dempsey bajszos embere             | Jeff Moldovan       | N/A                     |
| Ideges férfi a repülőn             | Gerald Owens        | N/A                     |
| Tisztek a lőtéren                  | N/A                 | Soós László Varga Tamás |

## Televíziós megjelenések
HBO, TV3, TV2, RTL Klub, Film+, Cool, Prizma TV / RTL+, RTL II, Viasat 3, AXN, AXN Black, Viasat 6